# HD 93083 b
HD 93083 b는 공기펌프자리 방향으로 지구로부터 약 94.3광년 떨어져 있는 항성 HD 93083을 돌고 있는 외계 행성이다. 최소 질량은 목성의 약 37% 수준이다. 항성으로부터 떨어진 거리는 대충 지구~태양 간격과 비슷하며, 행성 궤도는 미묘하게 찌그러져 있다. HARP 탐사팀이 발견했다.
안정성 분석 결과 HD 93083 b의 트로이 점에 지구 질량 정도 행성이 있을 경우 안정적으로 궤도를 형성할 수 있다는 결과가 나왔다.